# 祖母绿洞

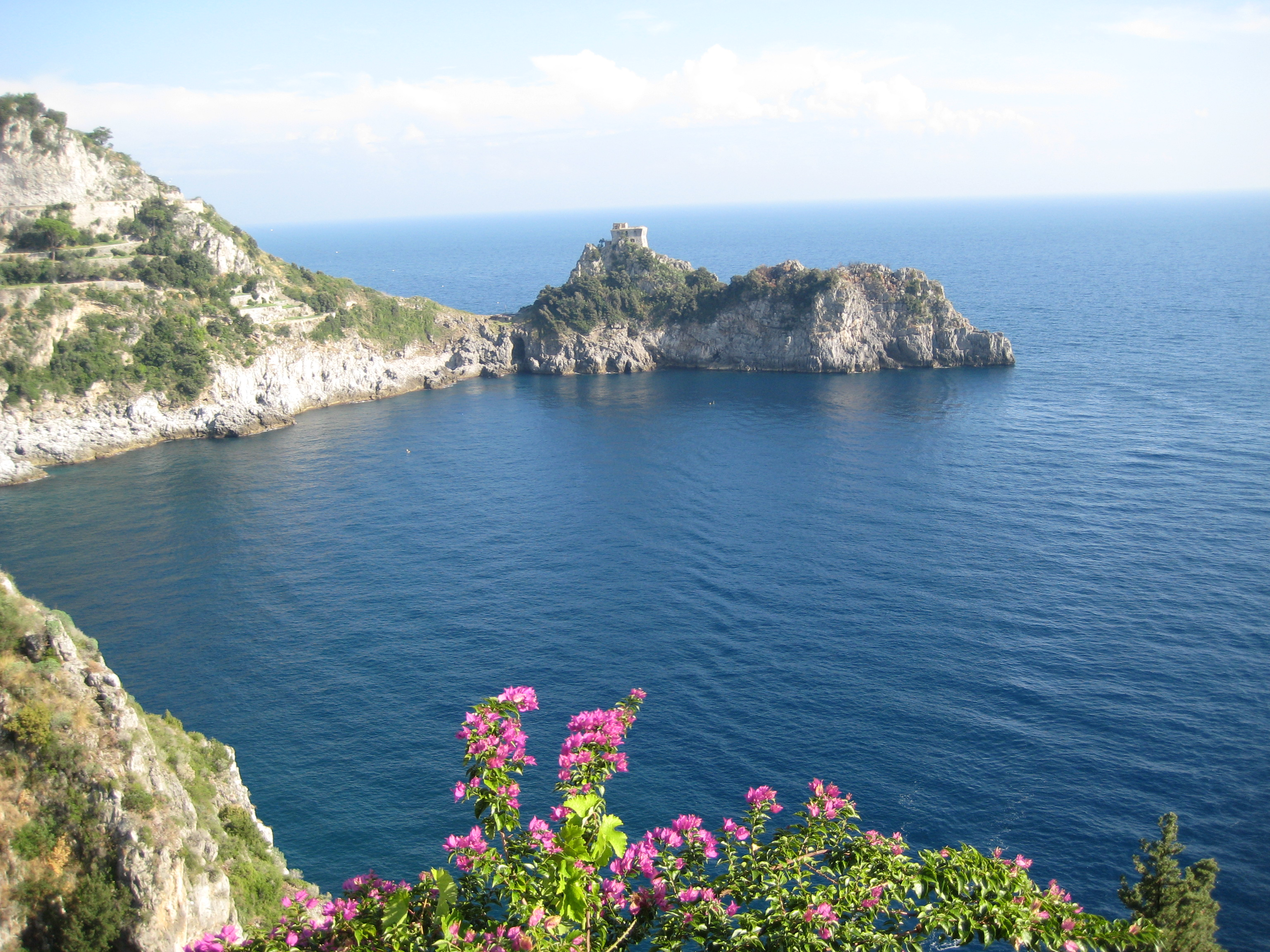
祖母绿洞入口附近

祖母绿洞（義大利語：Grotta dello Smeraldo）是一个海洞，位于意大利南部阿马尔菲海岸的小镇康加德马里尼。
洞内水面面积大约45 ×32米，洞顶在水面以上24米。
与西面不远处卡普里岛著名的蓝洞不同，祖母绿洞没有水面以上的入口。唯一通向外界的入口位于水面以下。
祖母绿洞的存在，在许多年间不为人所知。直到1932年，它才被一位渔夫发现。
祖母绿洞可以从沿阿马尔菲海岸的主要道路Strada Statale前往。在小停车场旁边有电梯运送游客下到洞穴的高度，然后乘小船进洞。